# Xã Salem, Quận Jefferson, Ohio
Xã Salem (tiếng Anh: Salem Township) là một xã thuộc quận Jefferson, tiểu bang Ohio, Hoa Kỳ. Năm 2010, dân số của xã này là 3.148 người.